# Spoorlijn Berlijn - Stralsund
De spoorlijn Stralsund - Berlijn, ook wel Preußische Nordbahn of Berliner Nordbahn genoemd, is een Duitse spoorlijn als lijn 6088 en 6030 voor de S-Bahn tussen Oranienburg en Berlijn, onder beheer van DB Netze.

## Geschiedenis
De spoorlijn werd in 1843 gepland en in 1870 werd hiervoor de Berliner Nord-Eisenbahn-Gesellschaft, een consortium van de staten Pruisen en Mecklenburg-Strelitz opgericht. Deze werd door financiële problemen op 15 december 1875 opgevolgd door de Niederschlesisch-Märkischen Eisenbahn.
Het traject werd door de Niederschlesisch-Märkischen Eisenbahn in fases geopend.
- 10 juli 1877: Berlijn - Oranienburg - Neustrelitz - Neubrandenburg (134 km)
- 1 december 1877: Neubrandenburg - Demmin (42 km)
- 1 januari 1878: Demmin - Stralsund (47 km)

## Treindiensten

### Deutsche Bahn
Deutsche Bahn verzorgt het personenvervoer op dit traject met Regionalbahn-treinen (RB).
- Neustrelitz - Berlin Hauptbahnhof, Berlin-Lichtenberg, Lutherstadt Wittenberg, Falkenberg/Elster / Hennigsdorf

Deutsche Bahn verzorgde tot 2000 het personenvervoer op dit traject met RB-treinen.
- Neustrelitz - Neubrandenburg - Demmin - Grimmen – Stralsund

### Ostmecklenburgische Eisenbahngesellschaft
De Ostmecklenburgische Eisenbahngesellschaft mbH (OME) verzorgt sinds 2000 samen met Deutsche Bahn het personenvervoer op dit traject met RB-treinen.
- Neustrelitz - Neubrandenburg - Demmin - Grimmen - Stralsund

## Aansluitingen
In de volgende plaatsen is of was er een aansluiting van de volgende spoorlijnen:

### Stralsund
- Rostock - Stralsund, spoorlijn tussen Rostock en Stralsund
- Angermünde - Stralsund, spoorlijn tussen Angermünde en Stralsund
- Stralsund - Sassnitz, spoorlijn tussen Stralsund en Sassnitz
- Stralsund - Tribsees, Stralsund - Tribseeser Eisenbahn (StTr), spoorlijn tussen Stralsund en Tribsees
- Franzburgen Kreisbahnen (FKB), 1000 mm spoorlijn tussen Stralsund en Klausdorf / Barth

### Grimmen
- Greifswald - Tribsees, spoorlijn tussen Greifswald en Tribsees

### Vietipp
- Greifswald - Tribsees, spoorlijn tussen Greifswald en Tribsees

### Toitz-Rustow
- naar Loitz, spoorlijn tussen Toitz-Rustow en Loitz

### Demmin
- Demmin - Tutow, spoorlijn tussen Demmin en Tutow

### Altentreptow
- Demminer Kleinbahn Ost (DKWO), 750 mm spoorlijn tussen Altentreptow en Demmin
- Demminer Kleinbahn West (DKWB), 750 mm spoorlijn tussen Altentreptow en Demmin

### Neubrandenburg
- Bützow - Szczecin, spoorlijn tussen Bützow en Stettin (Pools: Szczecin)
- Mecklenburgische Südbahn, spoorlijn tussen Parchim en Neubrandenburg
- Neubrandenburg-Friedländer Eisenbahn, spoorlijn tussen Neubrandenburg en Friedland (Mecklenburg)

### Blankensee (Meckl.)
- Wittenberge - Strasburg, spoorlijn tussen Wittenberge en Strasburg

### Neustrelitz
- Lloydbahn, spoorlijn tussen Warnemünde en Neustrelitz
- Wittenberge - Strasburg, spoorlijn tussen Wittenberge en Strasburg

### Furstenberg
- van / naar Templin, spoorlijn tussen Fürstenberg en Templin

### Oranienburg
- Umgehungsbahn, spoorlijn tussen Oranienburg en Jüterbog
- S-Bahn Berlijn, S-Bahn tussen Oranienburg en Berlijn

### aansluiting Hohen Neuendorf
- Berliner Außenring, spoorlijn rond Berlijn

### Berlijn

#### Berlijn Gesundbrunnen
- Ringbahn, S-Bahn rond centrum van Berlijn
- Berlin-Stettiner Eisenbahn, spoorlijn tussen Berlijn en Szczecin
- Noord-zuidtunnel, S-Bahn onder het centrum van Berlijn

## Elektrische tractie
De S-Bahn van Berlin maakte gebruik van een stroomrail. Dit net is met een spanning van 800 volt gelijkstroom.
Het traject werd geëlektrificeerd met een spanning van 15.000 volt 16⅔ Hz wisselstroom.